# Negeri Sembilan FA
La Asociación Negeri Sembilan de Fútbol (Malayo: Persatuan Bolasepak Negeri Sembilan) es un equipo de fútbol de Malasia que juega en la Super Liga de Malasia, la liga de fútbol más importante del país.
Fue fundado en el año 1923 en la ciudad de Seremban, en el estado de Negri Sembilan y es considerado uno de los equipos más competitivos de la historia desde su nacimiento, a pesar de que solamente ha sido campeón de la super Liga en 1 ocasión; ha gando 6 torneos de copa en Malasia.
A nivel internacional ha participado en 3 torneos continentales, donde nunca ha podido avanzar más allá de la fase de grupos.

## Palmarés
- Superliga de Malasia: (1)

2006
- Premier League de Malasia: (1)

1991
- Copa de Malasia: (3)

1948, 2009, 2011
- Copa FA de Malasia: (2)

2003, 2010
- Malasia Charity Shield: (1)

2012

## Participación en competiciones de la AFC
- Copa de la AFC: 1 aparición

2004 - Fase de grupos
2007 - Fase de grupos
2010 - abandonó en la fase de grupos

## Jugadores destacados
| - Jose Iriarte - Christian Bekamenga - Jean-Emmanuel Effa Owona - Harrison Eric Muranda - Alfred Effiong - Abdulrazak Ekpoki - Udo Fortune - Abdul Lateef Seriki - Lamine Conteh - Miroslav Bozik - Robert Bozik - Marián Juhás - Marian Valach - Juan Manuel Rodríguez Olsson | - Azman Adnan - K. Gunalan - Effendi Abdul Malek - K. Rajan - Muhammad Shukor Adan - Faizal Zainal - Khairil Zainal - Norhafiz Zamani Misbah - Peter van Huizen |